# 佐藤直幸
佐藤 直幸（さとう なおゆき）は、日本のテノール歌手。

## 略歴
- 宮城県大崎市松山出身。宮城県古川高等学校、東京芸術大学音楽学部声楽科同大学院 音楽研究科修士課程修了。2016年、サラ・ブライトマンの来日ツアー「Sara Brightman gala concert 2016」バックコーラスを務める。
- コーラスグループ「アンサンブルコノハ」のメンバー。
- 2017年テレビ東京『THEカラオケ★バトル』出演

## 受賞歴
- 全日本学生音楽コンクール声楽部門高校の部　第3位。（毎日新聞主催、NHK後援）

## 出演作品
- 『ロザリー』フェルゼン役
- 『スガナレル』 レリー役
- 『従軍看護婦 女たちの戦場』 今井憲太郎役
- オペレッタ『メリー・ウィドウ』 カミーユ・ド・ロジョン役
- オペレッタ『こうもり』 アルフレード役
- オペラ『後宮からの逃走』 ベルモンテ役
- 演奏会『戦争レクイエム》』 テノールソリスト